# سولومون هيكس بيثيا
سولومون هيكس بيثيا هو محامي وقاضي وسياسي أمريكي، ولد في 18 مايو 1852 في مقاطعة لي في الولايات المتحدة، وتوفي في 3 أغسطس 1909. انتخب عضو مجلس نواب إلينوي ‏.